# ضريبة البالا

أور الثالث

بالا، كلمة سومرية تعني "التبادل"، هي الطريقة التي جمعت بها سلالة أور الثالثة في بلاد ما بين النهرين السلع مثل الماشية والحبوب والعمالة ومنتجات الحرف اليدوية من مقاطعاتها. وكان من المتوقع أن يساهم الأفراد من جميع الرتب في هذا النظام. وقد استخدمت هذه الضرائب لتمويل مشاريع البناء داخل المملكة مثل بناء القنوات التي كانت حيوية في هذه المنطقة لأن الزراعة في هذه المنطقة كانت تُروى بمياه نهري دجلة والفرات. وقد بنيت هذه المشاريع من قبل غوروش/جيمي (سومريين)، عمال وعاملات على التوالي، ودفعوا باستخدام السلع التي جُمعت من نظام الضرائب. ساهمت مقاطعات إمبراطورية أور الثالثة مثل جيرسو وأوما ولجش بالمواد وفقًا لطبيعة السلع التي تنتجها وحجمها وكمية السلع التي يمكنها إنتاجها. على سبيل المثال، كانت جيرسو مصدرًا غنيًا للحبوب، وكانت تُزوّد نظام البالا بالحبوب، بينما كانت أوما مصدرًا لسلع أخرى كالجلود والقصب والخشب. كما وفرت الدولة المركزية الحماية للأقاليم كوسيلة لحماية الموارد أثناء نقلها، وكذلك حماية المدن من غزو الغزاة.

## تأثيرات نظام البالا
أعاد علماء الأنثروبولوجيا بناء كمية السلع المنتجة سنويًا وتوزيع تلك السلع بين الإمبراطورية. يُعتقد أن 500 فرد من النخبة كانوا يسيطرون على 188 مليون لتر من الحبوب سنويًا من خلال نظام ضريبة البالا. غالبًا ما كانت تستخدم هذه السلع لدعم المعابد والعائلات المالكة ومسؤولي الدولة/النخب والجيش. كما استفاد من هذا النظام الأفراد المتخصصون الذين لم يعودوا ينتجون طعامهم بأنفسهم. من المحتمل أن هؤلاء الأفراد المتخصصين لم يكونوا ليتطوروا بدون الدعم القادم من الحكومة من خلال نظام البالا. وتشير التقديرات إلى أن 500000 فرد غير منتج للغذاء اعتمدوا على نظام البالا في معيشتهم. وهذا يسلط الضوء على جانب رئيسي من النظام وهو أنه خلق اعتماد الناس ودول المدن على بعضهم البعض. غالبًا ما كان نوع الدفع الذي تلقاه الأفراد المتخصصون خلال هذه الفترة يتكون من الخشب والزيت والحبوب.

## بوزريش-داغان

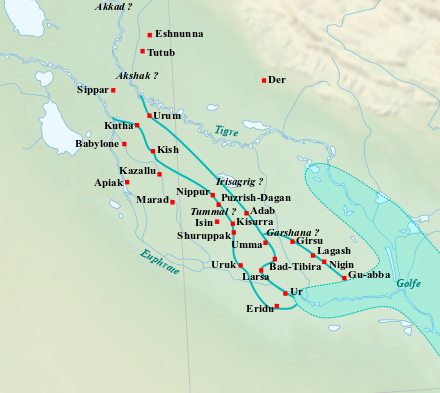
بلاد ما بين النهرين السفلى أكاد أور 3

المواد التي جُمعت من نظام ضرائب البالا ستُسجل من قبل مسؤولي المملكة على ألواح طينية مكتوبة بالخط المسماري. كان هناك 10000-12000 لوحًا ورد أنها وجدت في بوزريش-دغان (دريهم الحديثة)، والتي كانت مركزًا إداريًا مهمًا لنظام البالا، على الرغم من أنه لم يُنقب عنها رسميًا أبدًا. سجلت هذه الألواح مبلغ الضرائب المدفوعة، وهي مصادر حيوية للمعلومات للعلماء المعاصرين الذين يبحثون في سلالة أور الثالثة، وتبدأ في عهد شولجي (2029 قبل الميلاد - 1982 قبل الميلاد) وتنتهي في عهد إبي سين (1963-1940 قبل الميلاد). كان موقعًا مهمًا لنظام ضرائب البالا هو بوزريش-دغان المذكورة سابقًا. كان هذا الموقع عبارة عن منطقة يُخرن فيها الحيوانات ثم توزع على بقية المملكة. تشير سجلات بوزريش-داغان إلى أعداد كبيرة من الحيوانات التي كانت تمر بها كجزء من نظام البالا. "كما تُسجل القوائم كميات الشعير والنخالة التي كانت تُطعم للحيوانات في حظيرة أغنام قرب لكش؛ ويبدو أنه في شهر واحد، كان هناك مخزون يزيد عن 22,000 رأس من الأغنام، وما يقرب من ألف بقرة، بالإضافة إلى المزيد من الماشية الأخرى المخصصة للحوم؛ وفي ثلاثة أشهر، وفر العلف لأكثر من 50,000 رأس من الأغنام، و1500 ثور، وكانت هذه مجرد واحدة من محطات عديدة مماثلة." وهذا يشير أيضًا إلى أن خصوبة التربة خلال تلك الفترة كانت ممتازة، وإلا لما أمكن إعالة هذه الحيوانات.

## زوال نظام البالا
اختفت الألواح بعد السنة الثانية من حكم إبي سين، عندما يعتقد العلماء أن الدولة توقفت عن استخدام نظام البالا. ويبدو أن هذا يعود إلى ضغوط داخلية وصراعات مع القوى المجاورة، والتي تزامنت أيضًا مع تراجع الدولة نفسها. ولا يزال تسلسل الأحداث المؤدية إلى زوال النظام غامضًا، كما أن العلاقة الدقيقة بين تراجع الدولة ونظام الضرائب غير واضحة. ومع ذلك، من الواضح أنهما مرتبطان ارتباطًا وثيقًا، وأنه عندما ينجح أحدهما، ينجح الآخر أيضًا، والعكس صحيح. خلال حكم إبي سين، يبدو أن دولة أور عانت من نقص في موارد الحبوب، وكان سعر هذه الموارد باهظًا. على سبيل المثال، كان سعر غور الشعير يُقدر عادةً بشيكل فضي واحد، ولكن في ذلك الوقت كان على المرء أن يدفع 20 وزنة من الفضة للحصول على الشعير. علاوة على ذلك، زعزعت مجموعات الأموريين سلامة المؤسسات التجارية. وزحف هؤلاء الأموريون إلى سومر "واستولوا على جميع حصونها". وهذا مهم لأن تلك المناطق لم تعد قادرة على إمداد الدولة المركزية. واضطرت المدن والمقاطعات المحلية إلى الاعتماد على نفسها، بينما اضطرت الدولة المركزية الضعيفة إلى الرد على التهديدات بقوات تعاني من نقص الإمدادات ونقص الموظفين. وكما ذكرنا سابقًا، اعتمد المشاركون في النظام على بعضهم البعض، وقد ساعد ذلك في توحيد المراكز الإقليمية المختلفة. تشير الأحداث التي أدت إلى سقوط الدولة إلى أن الدولة عملت في علاقة تكافلية مع نظام البالا. ونظرًا لأن النظام فقد الوصول إلى العديد من الموارد مع غزوات الأموريين، لم يتمكن النظام من العمل بنفس الفعالية، وبالتالي ضعفت الدولة حتى لم تعد قادرة على الصمود في وجه غزو القوى الخارجية. وجاءت الضربة القاضية على يد شيماشكي وعيلام.